# Miranda Coetzee
Miranda Charlene Coetzee (Phokeng, 14 novembre 1997) è una velocista sudafricana, ha vinto la medaglia d'oro ai Campionati africani di atletica leggera nel 2022 e nel 2024 nei 400 metri piani.

## Record nazionali
- 300 m piani: 37"09 ( Pretoria, 18 febbraio 2023)
- Staffetta 4x400 m: 3'24"84 ( Guangzhou, 11 maggio 2025) (Shirley Nekhubui, Miranda Coetzee, Precious Molepo, Zenéy van der Walt)
- Staffetta 4x400 m mista: 3'13"12 ( Douala, 4 agosto 2023) (Gardeo Isaacs, Shirley Nekhubui, Mthi Mthimkulu, Miranda Coetzee)

## Progressione

### 400 metri piani
| Stagione | Misura | Luogo         | Data      | Rank. Mond. |
| -------- | ------ | ------------- | --------- | ----------- |
| 2024     | 50"91  | Douala        | 22-6-2024 |             |
| 2023     | 50"90  | Huelva        | 6-6-2023  |             |
| 2022     | 51"50  | Nairobi       | 7-5-2022  |             |
| 2021     | 52"03  | Pretoria      | 12-6-2021 |             |
| 2020     | 56"13  | Potchefstroom | 28-1-2020 |             |

## Palmarès
| Anno | Manifestazione          | Sede         | Evento        | Risultato  | Prestazione | Note             |
| ---- | ----------------------- | ------------ | ------------- | ---------- | ----------- | ---------------- |
| 2022 | Campionati africani     | Saint-Pierre | 400 m piani   | Oro        | 51"82       |                  |
| 2022 | Campionati africani     | Saint-Pierre | 4×400 m       | Oro        | 3'29"34     |                  |
| 2022 | Mondiali                | Eugene       | 400 m piani   | Batteria   | 53"30       |                  |
| 2022 | Mondiali                | Eugene       | 4x400 m       | Batteria   | 3'34"68     |                  |
| 2022 | Giochi del Commonwealth | Birmingham   | 4x400 m       | 4ª         | 3'30"25     |                  |
| 2023 | Mondiali                | Budapest     | 400 m piani   | Batteria   | 52"30       |                  |
| 2024 | Campionati africani     | Douala       | 200 m piani   | Semifinale | dns         |                  |
| 2024 | Campionati africani     | Douala       | 400 m piani   | Oro        | 51"16       |                  |
| 2024 | Campionati africani     | Douala       | 4x400 m mista | Oro        | 3'13"12     |                  |
| 2024 | Giochi olimpici         | Parigi       | 400 m piani   | Semifinale | 51"60       |                  |
| 2025 | World Relays            | Guangzhou    | 4x400 m       | Bronzo     | 3'24"84     | Record nazionale |

## Campionati nazionali
- 1 volta campionessa nazionale sudafricana dei 200 metri piani (2023)
- 1 volta campionessa nazionale sudafricana dei 400 metri piani (2023)

2021
- Argento ai campionati sudafricani (Pretoria), 100 metri piani - 11"69
- Bronzo ai campionati sudafricani (Pretoria), 200 metri piani - 23"83

2022
- 4ª ai campionati sudafricani (Città del Capo), 100 metri piani - 11"75
- Bronzo ai campionati sudafricani (Città del Capo), 200 metri piani - 24"08

2023
- Oro ai campionati sudafricani (Potchefstroom), 200 metri piani - 22"74
- Oro ai campionati sudafricani (Potchefstroom), 400 metri piani - 51"04

2024
- 4ª ai campionati sudafricani (Pietermaritzburg), 200 metri piani - 23"63
- Argento ai campionati sudafricani (Pietermaritzburg), 400 metri piani - 52"50